# Hassan, le chauve
Pour plus de détails, voir Fiche technique et Distribution.
Hassan, le chauve (en persan :  حسن کچل ; Hassan Kachal) est une comédie musicale iranienne réalisée par Ali Abbassi en 1970.

## Synopsis
Trompée par sa méchante belle-mère, Chelgis (Katayun), la fille du gouvernant entre dans le jardin enchanté pour y cueillir des fleurs et se faire prendre dans la sorcellerie du Div (le démon). 
Chassé de sa maison par sa mère (Nadereh), Hassan, le chauve (Parviz Sayyad) se met en route pour aller se faire une expérience de la vie. Dans son voyage mystérieux à travers les arbres du jardin, Hassan rencontre Chelgis et tombe amoureux d’elle. 
Pour briser la sorcellerie du démon, Le Djinn duo d’Hassan lui propose, en échange de sa vie,  de faire six vœux  pour libérer Chelgis. 
En premier, Hassan fait le vœu de contrôler sa timidité envers Chelgis. Pour l’aider, le Djinn lui propose de rencontrer une autre femme, Tavoos (Soria Beheshti). Dans ses autres vœux, Hassan rencontre un poète (Hassan Khayat-Bashi), un ami, un Pahlavan d'une Zurkhaneh (champion d'une Maison de la force) (Yadolah Shirandami). Enfin Chelgis lui dira que la seule solution est de prendre possession du cœur en verre du Div et le briser pour la libérer de l’enchantement. 
Dans son dernier vœu, Hassan souhaite de posséder ce cœur de verre en échange de sa propre vie. Le Djinn exauce son souhait mais il refuse de prendre sa vie. Les amoureux sont ainsi libérés de l’embarras. 

## Fiche technique
- Titre français : Hassan, le chauve
- Titre original : Hassan Kachal
- Réalisation et scénario : Ali Hatami
- Production : Ali Hatami
- Pays :  Iran
- Langue : persan
- Genre : Comédie musicale
- Durée : 103 minutes
- Date de sortie : 1970

## Distribution
- Parviz Sayyad : Hassan Kachal
- Soria Beheshti : Tavoos
- Hamideh Kheirabadi (Nadereh) : la Mère d’Hassan
- Katayun : Chelgis
- Yadolah Shirandami : Pahlavan
- Manoochehr Ahmadi
- Hassan Khayat-Bashi : Le poète
- Sadegh Bahrami
- Syrous Ebrahimzadeh